# 陰間條例
『陰間條例』(インチェンティアオリー)は、台湾の漫画家「Salah-D(サラディ)」によるファンタジー漫画作品。台湾の神様、七爺・八爺をモデルとした主人公が繰り広げるオリジナル創作漫画である。
FancyFrontier開拓動漫祭などの同人誌即売会にて活動を続け、陰間條例と韋宗成氏作の「冥戦録」シリーズとのコラボレーションにて2019年9月に舞台化され〈陰間條例X冥戰錄〉として台北にて公演された。

## 書籍
- 陰間條例冥戰篇 出版社：黑白文化（2020年12月）
- 陰間條例 總󠄂集篇　製作出版：開拓動漫事業有限会社
- 陰間條例 總󠄂集篇〈下〉　製作出版：開拓動漫事業有限会社（2019年9月）

収録作品
- 陰間條例IV
- 陰間條例前博 七夜
- 陰間條例 城隍

### 同人誌
- 新陰間條例-非白無常（2016-01-30）
- 陰間條例-愛憎篇（2014-07-26）
- 陰間條例-春節篇（2014-02-08）
- 陰間條例4-陰陽篇（2013-09-07）
- 陰間x條例 BL限定突發本（2013-06-09）
- 七夜-陰間條例 前傳(下)-番外完結（2012-12-15）
- 城隍（2012-09-15）
- 七夜-陰間條例 前傳(中)（2012-08-12）
- 七夜-陰間條例 前傳(上)（2012-05-05）
- 陰間條例3-夜巡篇　（2011-11-21）
- 陰間條例2-我的城隍只有大姐一人

## ゲーム
- 2019年　台湾版 クイズRPG魔法使いと黒猫のウィズ×陰間條例コラボレーション
- 2020年　陰間條例夜巡篇・夜神篇 ボードゲーム
- 2021年　台湾版 白猫プロジェクト×陰間條例コラボレーション

## 舞台

### 陰間條例 X 冥戰錄
- 上演期間：2019年9月27日（金)〜2019年9月29日 (日)
- 上演場所：水源劇場　台北市中正區羅斯福路四段92號
- 主催：開拓動漫事業有限公司
- 演出：貪食德工作室
- 原作：陰間條例(Salah−D)・冥戰錄(韋宗成)
- 脚本：王健任・貪食德
- 舞台監督：李文媛　他Staff多数

### 陰間條例 冥戰篇
※2019年上演、陰間條例×冥戰録　改編
- 上演期間：2022年4月2日（土）〜2022年4月16日（土）
- 上演場所：水源劇場　台北市中正區羅斯福路四段92號
- 主催：開拓動漫事業有限公司
- 演出：貪食德工作室
- 原作：陰間條例(Salah−D)・冥戰錄(韋宗成)
- 脚本：王健任・貪食德
- 舞台監督：李文媛　他Staff多数